# Фельзумы
Дневные мадагаскарские гекконы, или фельзумы (лат. Phelsuma) — род ящериц из семейства гекконов.
Ящерицы этого рода населяют остров Мадагаскар, Сейшельские острова, Маскаренские острова, Андаманские острова, побережье восточной Африки.
Мадагаскарский дневной геккон и дневной геккон Гюнтера достигают в длину 30 см, представители других видов имеют меньшие размеры.
Научное название Phelsuma дано в честь голландского врача Мурка ван Фельсума.
Наиболее близкородственными фельзумам являются карликовые гекконы, распространенные в основном также в Африке и на Мадагаскаре, и глазчатая роптропелла из Южной Африки.

## Классификация
На начало 2025 года в составе рода выделяют 53 вида, 2 из которых являются вымершими:
- Phelsuma abbotti — Сейшельский дневной геккон
- Phelsuma andamanensis — Андаманский дневной геккон
- Phelsuma antanosy
- Phelsuma astriata
- Phelsuma barbouri
- Phelsuma berghofi
- Phelsuma borai
- Phelsuma borbonica
- Phelsuma breviceps
- Phelsuma cepediana — Маскаренский дневной геккон
- Phelsuma comorensis — Коморская фельзума
- Phelsuma dorsivittata
- Phelsuma dubia — Занзибарский дневной геккон
- †Phelsuma edwardnewtoni — Дневной геккон Ньютона[5]
- Phelsuma flavigularis — перинетский дневной геккон, или желтогорлая фельзума
- †Phelsuma gigas — Гигантский дневной геккон[5]
- Phelsuma gouldi
- Phelsuma grandis
- Phelsuma guentheri — Дневной геккон Гюнтера
- Phelsuma guimbeaui — Маврикийский дневной геккон
- Phelsuma guttata — Мамокский дневной геккон, или пятнистая фельзума
- Phelsuma hielscheri
- Phelsuma hoeschi
- Phelsuma inexpectata
- Phelsuma kely
- Phelsuma klemmeri
- Phelsuma kochi
- Phelsuma laticauda — коморский дневной геккон, или плоскохвостый мадагаскарский геккон, или плоскохвостая фельзума
- Phelsuma lineata — полосатый дневной геккон, или полосатая фельзума, или линейчатая фельзума
- Phelsuma madagascariensis — мадагаскарский дневной геккон, или зелёная фельзума
- Phelsuma malamakibo
- Phelsuma masohoala
- Phelsuma modesta — Скромная фельзума
- Phelsuma mutabilis — островной дневной геккон, или пембаская фельзума, или изменчивая фельзума
- Phelsuma nigristriata — Чернополосая фельзума
- Phelsuma ornata — Украшенный дневной геккон
- Phelsuma parkeri — Дневной геккон Паркера
- Phelsuma parva
- Phelsuma pasteuri
- Phelsuma pronki
- Phelsuma punctulata
- Phelsuma pusilla
- Phelsuma quadriocellata — четырёхглазчатый дневной геккон, или глазчатый дневной геккон
- Phelsuma ravenala
- Phelsuma robertmertensi — Фельзума Роберта Мертенса
- Phelsuma roesleri
- Phelsuma rosagularis
- Phelsuma seippi
- Phelsuma serraticauda — Зубчатохвостая фельзума
- Phelsuma standingi — Фельзума Стандинга[6]
- Phelsuma sundbergi
- Phelsuma v-nigra
- Phelsuma vanheygeni